# Elliott Kastner
Elliott Kastner (* 7. Januar 1930 in New York City; † 30. Juni 2010 in London) war ein US-amerikanischer Filmproduzent.

## Leben
Kastner hatte Mitte der 1960er Jahre als Filmproduzent begonnen und dabei insbesondere mit den Pinewood Studios in Iver Heath zusammengearbeitet.
Während seiner Tätigkeit als Produzent von Hollywood-Filmen arbeitete er unter anderem mit Marlon Brando, Richard Burton, Clint Eastwood, Anthony Hopkins, Robert Mitchum und Mickey Rourke zusammen. Dabei produzierte er neben Kriegsfilmen wie Agenten sterben einsam (1968) auch Verfilmungen von Kriminalromanen von Raymond Chandler wie Der Tod kennt keine Wiederkehr (1973) und Tote schlafen besser (1978).
2002 war der von ihm coproduzierte Film Sweet November (2001) für die Goldene Himbeere in der Kategorie „Schlechteste Neuverfilmung oder Fortsetzung“ nominiert.
Kastner starb nach Angaben seines Stiefsohnes Cary Elwes an einem Krebsleiden.

## Filmproduktionen
- 1966: Ein Fall für Harper (Harper) – Regie: Jack Smight
- 1966: Der Gentleman-Zinker (Kaleidoscope) – Regie: Jack Smight
- 1968: Der Satan mischt die Karten (Laughter in the Dark) – Regie: Tony Richardson
- 1968: Agenten sterben einsam (Where Eagles Dare)
- 1969: Michael Kohlhaas – der Rebell – Regie: Volker Schlöndorff
- 1971: Das Mörderschiff (When Eight Bells Toll) – Regie: Étienne Périer
- 1971: X, Y und Zee (Zee and Co) – Regie: Brian G. Hutton
- 1972: Angst ist der Schlüssel (Fear Is the Key)
- 1973: Treffpunkt Central Park (Cops and Robbers) – Regie: Aram Avakian
- 1973: Der Tod kennt keine Wiederkehr (The Long Goodbye) – Regie: Robert Altman
- 1975: Fahr zur Hölle, Liebling (Farewell, My Lovely) – Regie: Dick Richards
- 1975: Nevada Pass (Breakheart Pass) – Regie: Tom Gries
- 1976: Duell am Missouri (The Missouri Breaks) – Regie: Arthur Penn
- 1976: Der scharlachrote Pirat (Swashbuckler) – Regie: James Goldstone
- 1977: Das Lächeln einer Sommernacht (A Little Night Music) – Regie: Harold Prince
- 1978: Der Schrecken der Medusa (The Medusa Touch) – Regie: Jack Gold
- 1978: Absolution – Regie: Anthony Page
- 1978: Tote schlafen besser (The Big Sleep)
- 1979: Sprengkommando Atlantik (North Sea Hijack) – Regie: Andrew V. McLaglen
- 1986: Nomads – Tod aus dem Nichts (Nomads) – Regie: John McTiernan
- 1987: Zombie High – Regie: Ron Link
- 1987: Angel Heart – Regie: Alan Parker
- 1988: Der Blob (The Blob) – Regie: Chuck Russell
- 1988: Homeboy – Regie: Mickey Rourke
- 1996: Liebe und andere … (Love Is All There Is) – Regie: Joseph Bologna, Renée Taylor
- 2001: Sweet November – Regie: Pat O’Connor